# Gran Canal de Irlanda

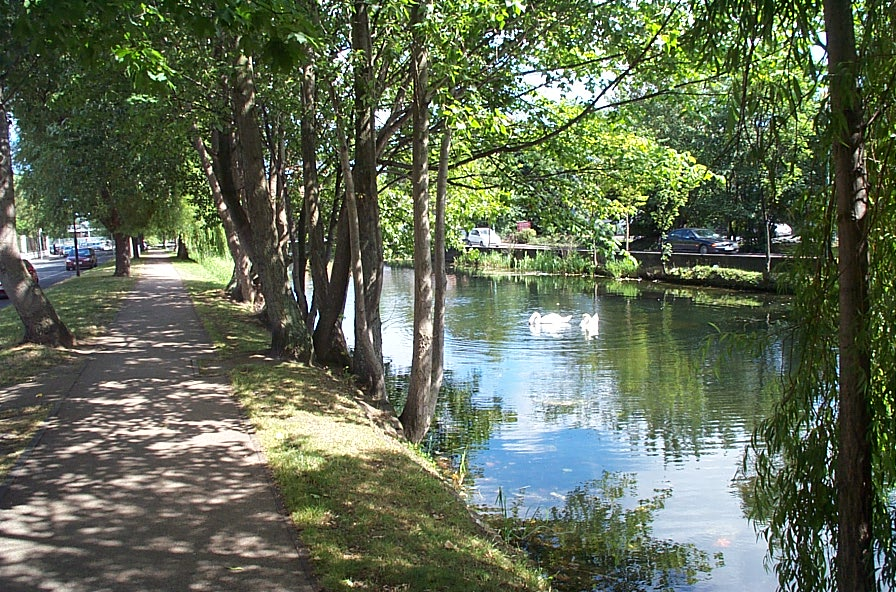
El Canal Grand en Dublín.

El Canal Grand (en irlandés An Chanáil Mhór) es un canal que se encuentra en Dublín, Irlanda. Tiene una distancia de 131 km. El Grand es el que está situado más hacia la parte Sur de un par de canales que conectan el Este de la ciudad, con la parte Oeste del río Shannon; entre ambos casi rodean el interior de Dublín. Su canal hermano está situado en la parte Norte de la ciudad y se llama Royal Canal. 